# Howling: New Moon Rising
Howling: New Moon Rising, auch Howling VII, ist ein US-amerikanischer Horrorfilm und die sechste und die letzte Fortsetzung des Filmes Das Tier von 1981.

## Inhalt
In Pioneertown, Kalifornien, wurden auf mysteriöse Weise eine Reihe von Tieren und Menschen getötet, und es scheint, dass dies das Werk eines großen Tieres ist. In der Wüste wird die verweste Leiche einer Frau gefunden, und der Detective (gespielt von John Ramsden), der den Fall untersucht, stellt fest, dass es sich um die Leiche einer Frau namens Mary Lou Summers (gespielt von Elizabeth Shé) handelt, die vier Wochen zuvor einen Zirkus in der Gegend besucht hatte. Auf der Suche nach Hilfe wendet sich der Detective an den katholischen Priester Pater John (gespielt von John Huff). Pater John glaubt, dass Werwölfe eine Folge dämonischer Besessenheit sind, und ist sich sicher, dass die jüngsten Morde das Werk eines Werwolfs sind.
Etwa zu der Zeit, als die Morde begannen, war ein mysteriöser australischer Herumtreiber namens Ted Smith (gespielt von Clive Turner) in die Stadt gekommen und begann, in der örtlichen Bar zu arbeiten. Pater John versucht, den Detective davon zu überzeugen, dass ein Werwolf der Täter ist, und behauptet, dass seine Informationen 500 Jahre zurückreichen und alle wahr sind, und erzählt ihm von einem Schloss in Ungarn, das Schauplatz eines Massenselbstmordes war. Nach dem ersten Massaker im Jahr 1489 erklärte die Spanische Inquisition, die Burg stehe unter der Kontrolle des Satans, und versuchte, sie niederzubrennen, was jedoch misslang. Danach war die Burg 500 Jahre lang verschlossen, bis die kommunistische Regierung Ungarns 1987 beschloss, sie wieder zu öffnen. Im Jahr 1989 wurde eine Gruppe von Touristen getötet, bevor die Burg bis auf die Grundmauern niederbrannte. Die ungarische Regierung vertuschte daraufhin den Vorfall.
In der Zwischenzeit beginnt Ted, sich unter die Stadtbewohner zu mischen und heimlich seine eigenen rätselhaften Pläne auf ein Tonbandgerät in seinem Hotelzimmer aufzunehmen. Die Stadtbewohner beginnen, zu vermuten, dass Ted hinter den plötzlichen Morden steckt. Pater John und der Detective befragen eine einheimische Frau, Marie Adams (gespielt von Romy Walthall), die Jahre zuvor einen Werwolfangriff in der Stadt Draco nur knapp überlebt hatte. Marie wird später von dem Werwolf getötet. Pater John und der Detective erfahren, dass vor drei Jahren ein Schloss in Budapest, Ungarn, niedergebrannt ist. Dies geschah unmittelbar, nachdem dort eine ganze Gruppe von Menschen getötet worden war. Pater John behauptet, dass es drei Jahre dauert, bis ein Werwolf voll ausgereift ist und neue Fähigkeiten entwickelt.
Die Stadt ist nun völlig gegen Ted. Ted versucht, aus der Stadt zu fliehen, als eine einheimische Frau, Cheryl (gespielt von Cheryl Allen), ihn mitnimmt. In dieser Nacht offenbart Cheryl in ihrem Haus, dass sie der echte Werwolf ist, dass ihr richtiger Name Mary Lou Summers ist und dass die Leiche in der Wüste die echte Cheryl war. Sie enthüllt, dass sie hinter dem Massaker im Schloss drei Jahre zuvor steckt. Mary Lou kündigt an, dass sie Ted töten und ihn als den Werwolf hinstellen will, um dann die Stadt zu verlassen und neu anzufangen. Sie versucht, Ted mit einer Schrotflinte zu töten, muss aber feststellen, dass diese mit Platzpatronen geladen ist. Ted und der Detective hatten sie reingelegt. Mary Lou verwandelt sich in ihre Werwolfsgestalt und versucht zu fliehen, wird aber von einem Mob der Stadtbewohner, die draußen warten, erschossen. Nachdem die ganze Situation hinter ihnen liegt, kehrt Ted mit dem Rest der Stadtbewohner in die Bar zurück und sie veranstalten einen Tanz, um sich dafür zu entschuldigen, dass sie ihn beschuldigt haben, der Werwolf zu sein. Ted nimmt das Mikrofon und singt ein Lied für alle, in das er einige Zeilen über Werwölfe einfließen lässt.

## Produktion
Clive Turner hatte seit Howling III 1987 an der Howling-Franchise gearbeitet, wo er als Location Manager ohne Anrechnung tätig war. Danach schrieb er die Drehbücher für Howling IV und Howling V: The Rebirth. Turner war fest entschlossen, einen siebten Film zu drehen, der alle unverbundenen Howling-Filme in einer Zeitlinie zusammenführt. Sein ursprünglicher Plan war es, einen Film zu drehen, der hauptsächlich aus Filmmaterial aus den anderen Filmen bestand, um diese Aufgabe mit einem Low Budget zu erfüllen. Er entschied sich aber schließlich dagegen, obwohl Material aus den anderen Filmen in begrenztem Umfang in dem Film verwendet wurde. Howling: New Moon Rising ist insofern bemerkenswert, als es die erste Howling-Fortsetzung seit Howling II: Your Sister Is a Werewolf ist, die einen Versuch der Kontinuität mit anderen Filmen unternimmt. Romy Walthall spielte erneut die Rolle der Marie Adams, der Protagonistin von Howling IV.
Clive Turner behauptete, Pioneertown sei „eine seiner Lieblingsstädte“, und wollte den Film dort als Hommage an die Stadt und ihre eklektischen Bewohner drehen. Daher spielen alle Einwohner in dem Film mit und verwenden ihre echten Namen für ihre Figuren. Die Produktion war eine Katastrophe. Clive Turner und Roger Nall waren sich nicht einig über das Aussehen des Werwolfs. Turner wollte, dass der Werwolf dem von Steve Johnson entworfenen Werwolf aus Howling IV ähnelt, während Nall ihn ganz anders aussehen lassen wollte. Das FX-Team versuchte, beide zufrieden zu stellen, indem es einen Mittelweg suchte, der letztendlich keinem der beiden gefiel, bevor es ein völlig eigenes Design entwarf, das versuchte, den Stil von Rob Bottins Werwölfen aus dem Original The Howling beizubehalten. Turner führte schließlich selbst Regie und übernahm die Aufgaben des ursprünglichen Regisseurs Roger Nall, der die Produktion aufgrund von Konflikten mit Turner verließ. Nall wollte einen Werwolf-Film machen, der in einer Kleinstadt spielt, aber Turner wollte eine charakterorientierte Geschichte drehen, die sich mehr auf die Hinterwäldler-Gemeinschaft in der Kleinstadt und weniger auf den Werwolf konzentriert. Wie schon bei Howling IV drehte Turner, nachdem Nall die Produktion verlassen hatte, fast 50 % des Films innerhalb von drei Tagen nach, nachdem die Dreharbeiten ursprünglich beendet worden waren.

## Kritik
TV Guide bemerkte, dass der Film „ein neuer Tiefpunkt für das Franchise“ sei. Dread Central bewertete den Film negativ und verglich ihn mit dem Preis des Mystery Science Theatre 3000. Bloody Disgusting gab auch eine negative Bewertung ab und erklärte, dass der Film „mit Troll 2 als der witzigste schlechte Film aller Zeiten ganz oben steht“ und dass sie glaubten, dass der Film die Namen der Schauspieler und der Stadt behielt, um „zu reduzieren“, dass die Leute die Namen der anderen vergaßen, weil es ihnen schwer genug fiel, sich an ihre Zeilen zu erinnern.
Der Filmdienst urteilte, der Film biete „planlose Ausleuchtung und [...] miserablen Ton“ und „Leerlauf“, die gesamte Produktion grenze an „groben Unfug“.